# فروندنبرگ
شهر فروندنبرگدر ایالت نوردراین-وستفالن در کشور آلمان واقع شده‌است.